# Любокут
Любокут (укр. Любокут) — село,
Чапаевский сельский совет,
Пологовский район,
Запорожская область,
Украина.
Код КОАТУУ — 2324287902. Население по данным 1990 года составляло 10 человек.
Село ликвидировано в 2007 году.

## Географическое положение
Село Любокут находилось на расстоянии в 3 км от села Золотая Поляна.

## История
- 2007 — село ликвидировано[1].